# Odd Wager
Odd Andreas Wager, född 14 juni 1921 i Viborg, död 17 december 2017 i Helsingfors,  var en finländsk läkare. 
Wager blev medicine och kirurgie doktor från Helsingfors universitet 1950 och docent i bakteriologi och serologi 1957. Han var överläkare vid Helsingfors stads bakteriologiska laboratorium (Aurora sjukhus) 1957–1984. Hans skrifter behandlar främst immunfenomen bland annat vid reuma och virussjukdomar. Med sin medarbetare Elli Jansson lanserade han tidigt bestämning av C-reaktivt protein (CRP) som diagnostiskt laboratorieprov, vilken numera nästan helt ersatt den tidigare populära sänkningsreaktionen, "sänkan". Han tilldelades professors titel 1973.